# مارثا ويلسون
مارثا ويلسون (بالإنجليزية: Martha Wilson)‏ هي مصورة فيديو ‏ وفنانة ومصورة أمريكية، ولدت في 18 ديسمبر 1947 في فيلادلفيا في الولايات المتحدة.